# Альткирш (округ)
Альткирш (фр. Altkirch) — округ (фр. Arrondissement) во Франции, один из округов в регионе Эльзас. Департамент округа — Рейн Верхний. Супрефектура — Альткирш.
Население округа на 2012 год составляло 69 355 человек. Плотность населения составляет 105 чел./км². Площадь округа составляет 663 км².

## Кантоны
- Альткирш (центральное бюро — Альткирш)
- Мазво (центральное бюро — Мазво-Нидербрюк)

До 2015 года:
- Альткирш (центральное бюро — Альткирш)
- Данмари (центральное бюро — Данмари
- Ирсенг (центральное бюро — Ирсенг)
- Феррет (центральное бюро — Феррет)